# Gevuina avellana
Gevuina avellana (лісовий чилійський горіх) — вічнозелене дерево заввишки до 20 метрів. Це єдиний вид, класифікований зараз в роду Gevuina. Він походить з півдня Чилі та прилеглих долин в Аргентині. Він зустрічається від 700 метрів над рівнем моря. Його поширення простягається від 35° до 44° південної широти. Композитне листя яскраво-зелене та зубчасте, а дерево цвіте з липня по листопад. Квітки дуже дрібні, від бежевого до білуватого, двостатеві та групуються по дві в довгі кисті. Плід темно-червоний горішок у молодому віці чорніє. Шкірка дерев'яниста.  Він може рости прямо або розгалужуватися з ґрунту, утворюючи дерево або кущ. 

## Опис
Ім'я Gevuina походить від слова guevin, з мови племені  мапуче. Походження іспанської назви авеллано походить від того факту, що іспанські поселенці знайшли горіхи, схожі на лісові горіхи, які вони знали з Європи.  Однак ці види не є близькими. Концентрація Gevuina avellana в лісі дуже нерегулярна і її важко передбачити.  Може рости на рівнинній або горбистій місцевості, на глинистих або кам'янистих ґрунтах.  Зазвичай Gevuina avellana росте разом з іншими широколистими деревами, такими як Nothofagus obliqua, Nothofagus dombeyi, Nothofagus alpina, Nothofagus glauca або Laureliopsis.  Проте він також росте в асоціаціях, де домінують хвойні Austrocedrus, Fitzroya та Pilgerodendron.  Як така Gevuina avellana не утворює чистих насаджень. 

## Таксономія
Gevuina — рід, що складається з 1 або 3 видів родини протейних. У деяких класифікаціях Gevuinia визнається з трьома видами: один ендемічний для Австралії (Gevuina bleasdalei), інший для Нової Гвінеї (Gevuina papuana) і один вид для Чилі (Gevuina avellana). Інші таксономічні звіти відносять австралійські та новогвінейські види до роду Bleasdalea  або до фіджійського ендемічного роду Turrillia, а Gevuina залишають лише Gevuina avellana.  Флора Австралії зберігає ці 2 види в Gevuinia , але в останній класифікації австралійські та новогвінейські види віднесені до Bleasdalea bleasdalei та B. papuana 

## Використання та вирощування
Насіння їдять сирими, варять в окропі або підсмажують. Горіхи містять близько 12 відсотків білка, 49 відсотків масла і 24 відсотки вуглеводів.  Насіння має дуже високу концентрацію мононенасичених олій. Воно багате антиоксидантами, такими як вітамін Е (α-токотрієнол) і β-каротин. Його олія входить до складу деяких сонцезахисних засобів. Олія Gevuina використовується як косметичний інгредієнт через її зволожуючі якості та тому, що вона є джерелом омега-7 жирних кислот (пальмітолеїнової кислоти).
Дерево є хорошим медоносом для бджіл, а також культивується як декоративна рослина. Оболонки насіння містять танін, який використовують для дублення шкіри. 
Рослина має хорошу морозостійкість (не менше  −12°C). Деревина кремового кольору з темно-коричневими вкрапленнями використовується для виготовлення музичних інструментів. Вона була завезений до Великобританії в 1826 році. Добре росте в Ірландії, Новій Зеландії та Каліфорнії. Кілька екземплярів культивуються в Іспанії  і на північному заході Тихого океану в США.  Вона добре росте в помірному океанічному кліматі з прохолодними температурами, де взимку зазвичай бувають заморозки, і процвітає на півдні Нової Зеландії. Плодоносити рослина починає в віці 5 років. У Сіетлі, штат Вашингтон, білки та птахи їдять насіння з дерев.  Нові сорти з більшою врожайністю ніж дикорослі, розробляються в Чилі та Новій Зеландії. 

## Галерея

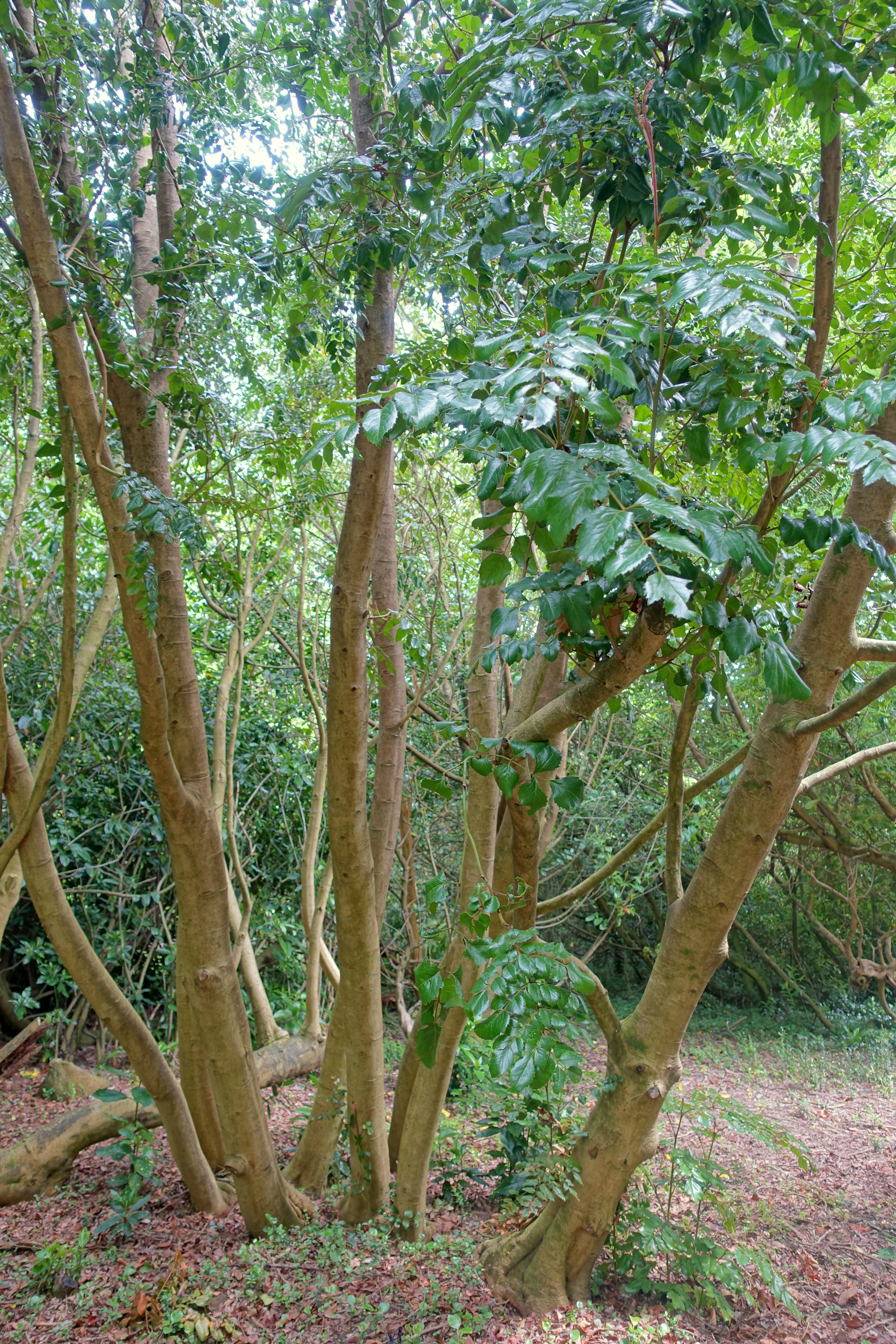
Рослина
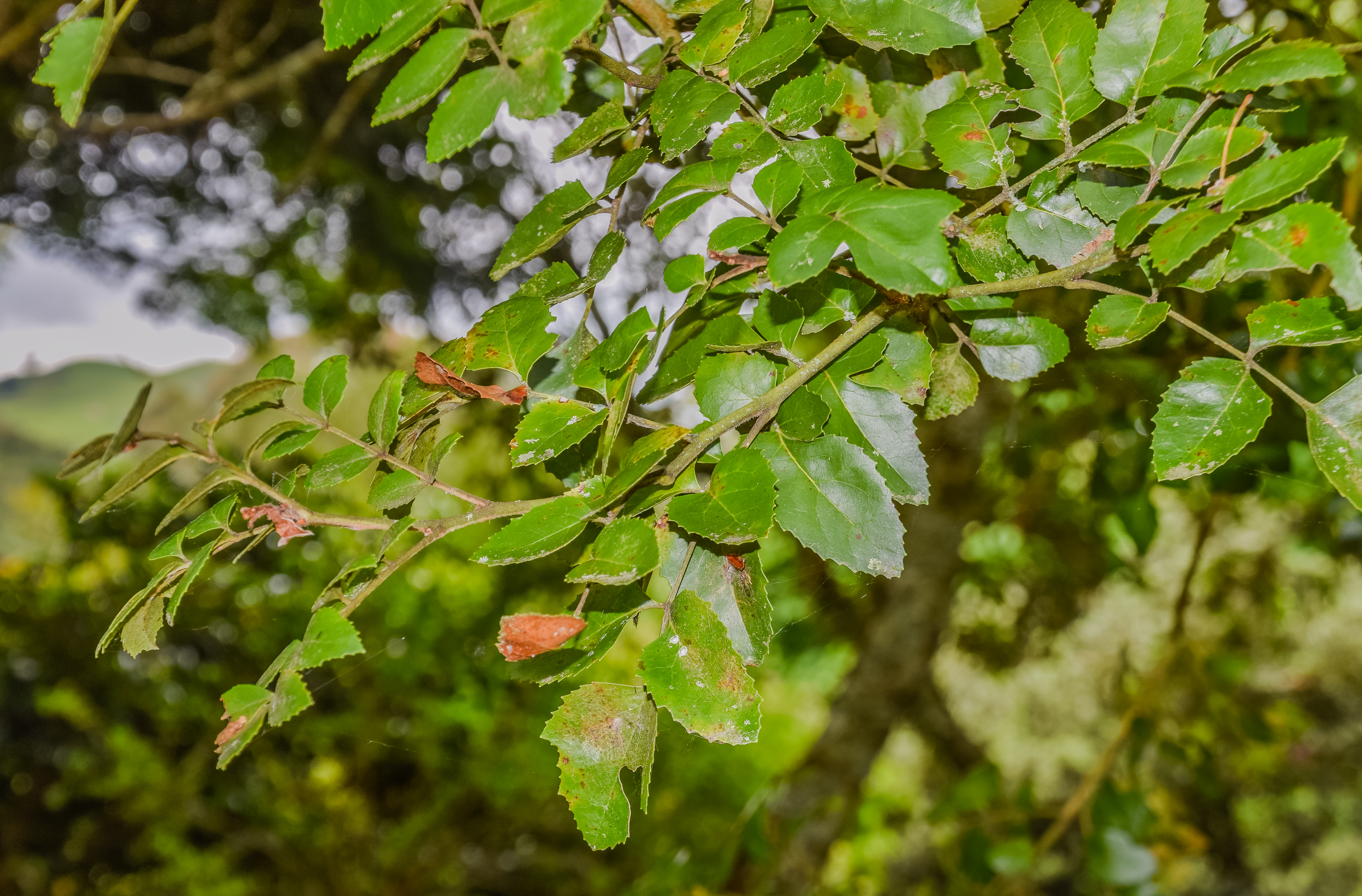
Листя
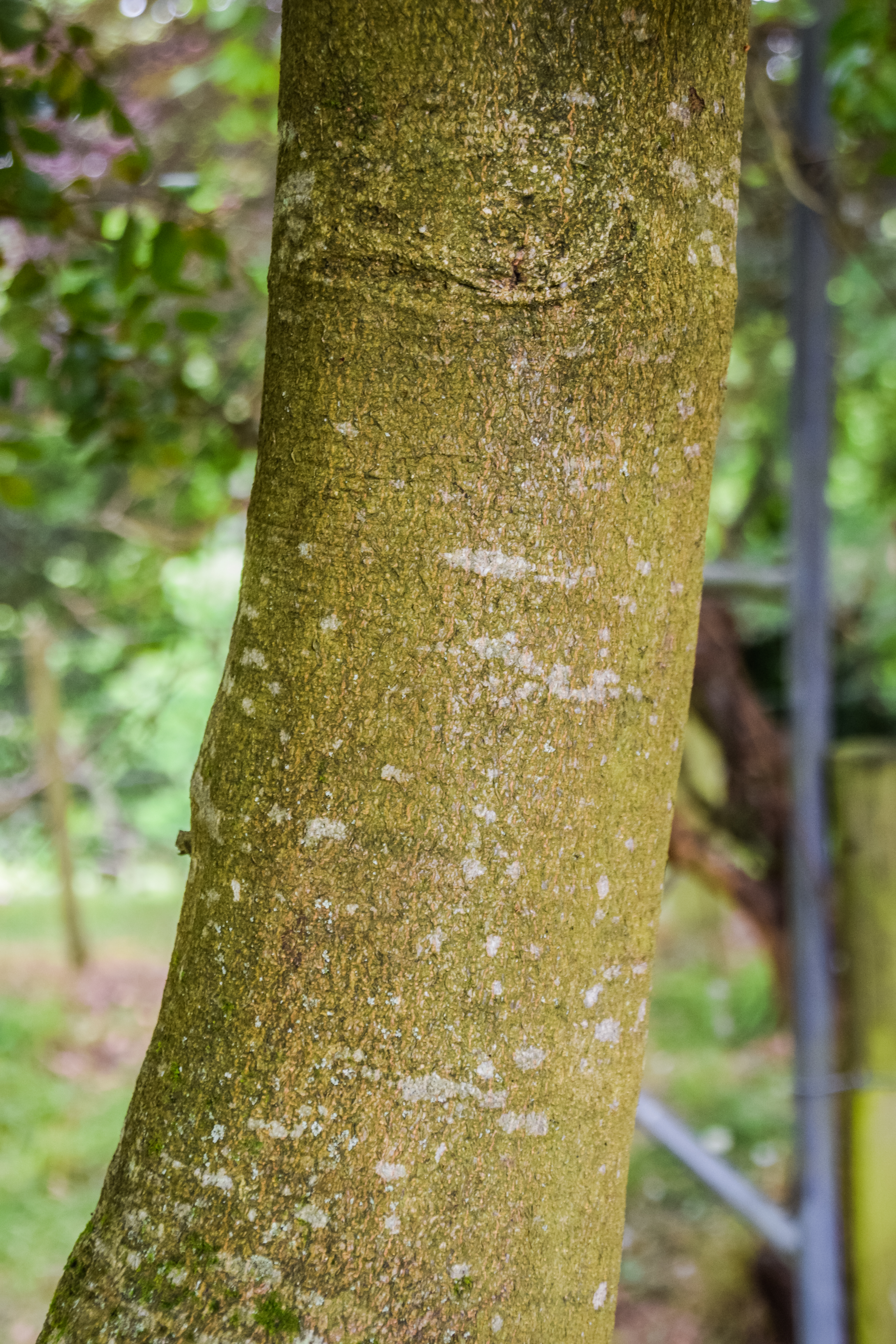
Стовбур
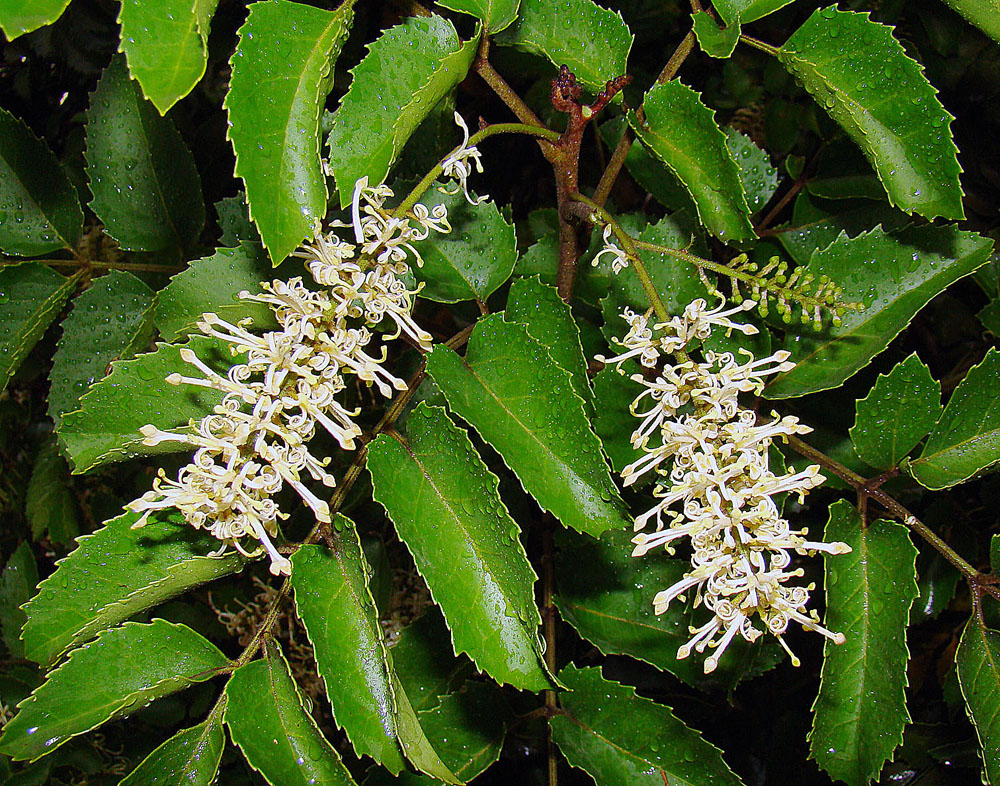
Квіти
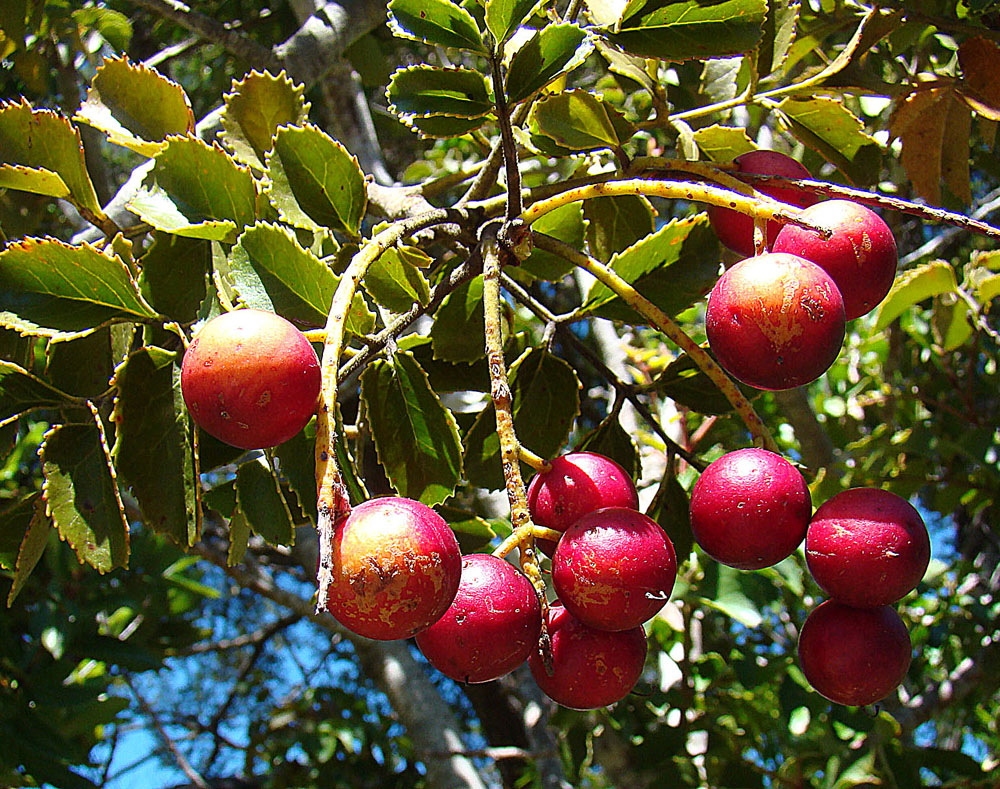
Плоди
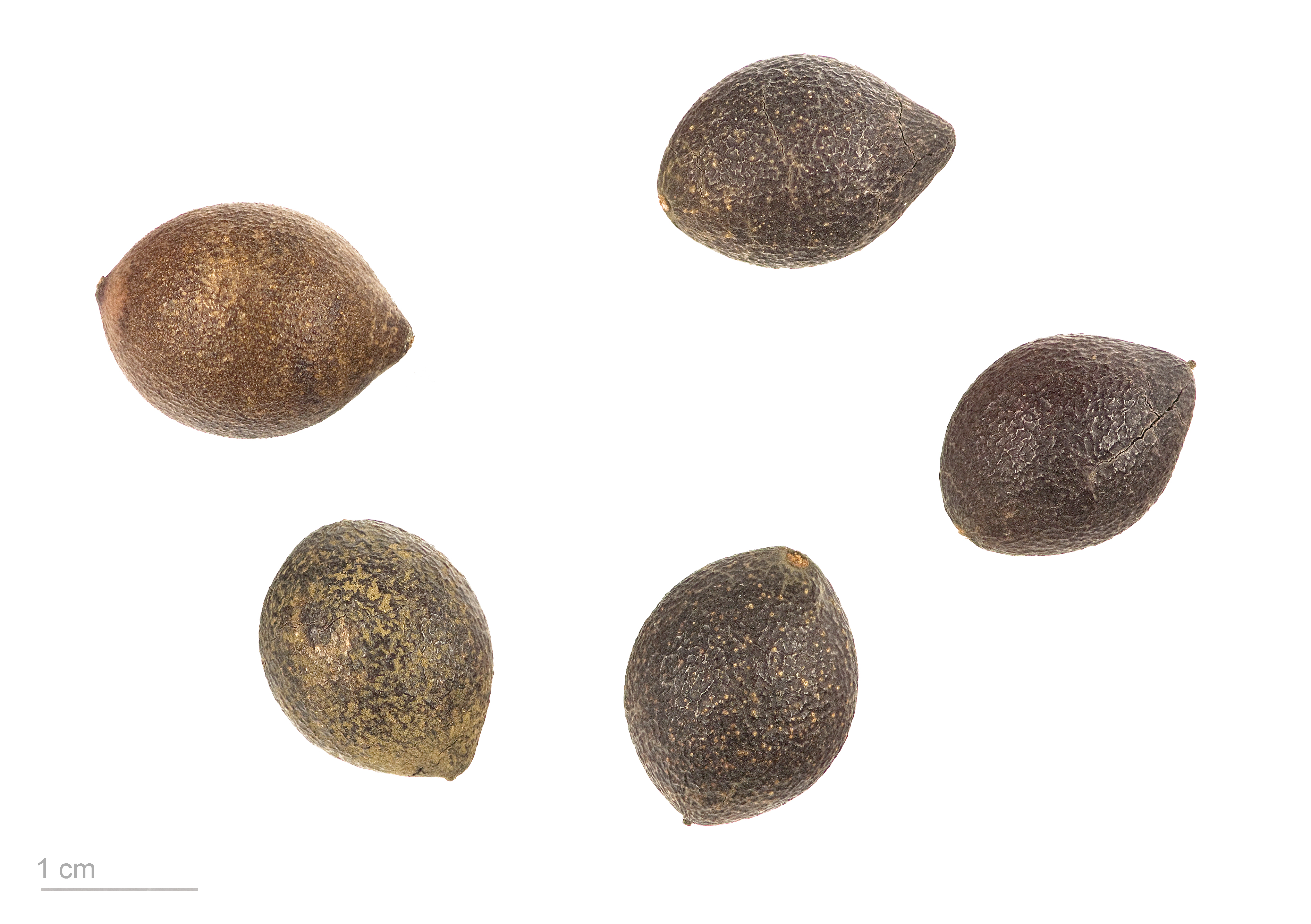
Дозрілі плоди